# Dufourea paradoxa
Dufourea paradoxa är en biart som först beskrevs av Morawitz 1867.  Dufourea paradoxa ingår i släktet solbin, och familjen vägbin. Inga underarter finns listade i Catalogue of Life.